# FC 홍카
FC 홍카는 핀란드의 축구 클럽으로 핀란드 남부의 에스포의 타피올라를 연고지로 삼고 있다. 2005년 시즌에 위쾨넨(2부 리그)에서 우승을 차지하며 클럽 역사상 최초로 승격을 하기도 했다. 2023년 11월에 파산하며 리그에서 퇴출되었고, 2024 시즌부터 2군팀을 대체해 4부 리그인 카코넨에 참가하고 있다.
홍카는 1953년에 타피온 홍카라는 이름으로 창단되어 1975년에 FC 홍카로 명칭을 변경하였다. 특히 FC 홍카는 핀란드에서 천여 명의 유소년을 나이 및 레벨에 따라 클럽을 체계적이고 조직적으로 운영하는 것으로 유명하며 FC 홍카의 유소년을 거친 많은 선수들이 정식 선수로 활동하고 있다.

## 역사
2005년까지 홍카는 20시즌 동안 위쾨넨에 참여 했으나 리그 우승 기록이 없었다. 1990년대 후반의 목표는 승격이었으나 해마다 번번이 실패하였다. 21세기가 시작 하면서 FC 홍카는 파산 직전까지 갔으나 최종적으로 살아남았다.
새로운 구단주가 인수를 한 첫 시즌에 핀란드 1부 리그 우승을 하며 승격을 확정하였다. 같은 해 핀란드 컵의 준결승까지 올라갔으나 FC 하카에게 0-1로 패하고 말았다.
FC 홍카는 승격 후 바로 상위권에 들 수 있었으나 처음 두 시즌 동안에는 아깝게 3위 안에 들지 못하였다. 그러나 2007년의 핀란드 컵 결승까지 올라 탐페레 유나이티드에게 승부차기 끝에 패하여 준우승을 하였다. 컵 대회 우승 팀인 탐페레 유나이티드가 리그 우승 팀 자격으로 챔피언스 리그에 진출했기 때문에 UEFA컵 2008-09에는 FC 홍카가 진출하였다. 2008년에는 처음으로 리그 준우승을 차지하였다.
2013년 준우승을 거둔 뒤 2014년에는 셰프키 쿠치를 감독으로 영입하였다.
2015년에는 재정적인 어려움으로 인해 3부 리그로 강등 되었으며, 2016년에 1위를 차지했고 2017년에는 위쾨넨에서도 승격하며 2018년부터 베이카우스리가에서 활동했다.
2023년 10월 31일, 핀란드 언론은 사전 발표나 경고 없이 홍카가 스태프나 선수들의 급여를 제때 지급하지 않는다고 대대적으로 보도했다. 구단 홍보 책임자인 쿠르트 묄러는 홍카의 자금이 떨어졌다고 말했다. 2023년 11월 5일, 구단주 패리드 아이넷딘이 수백만 유로의 연간 손실을 더 이상 감당하지 못할 가능성이 있기 때문에, 심각한 재정난으로 인해 홍카가 파산할 수도 있다고 보도했다.
2023년 11월 10일, 홍카는 베이카우스리가의 리그 라이센스 요건을 충족할 수 없으며, 2024 시즌에는 1부 리그에서 뛰지 못할 것이라는 소식이 전해졌다. 2023 시즌 후 프로 은퇴를 선언한 홍카의 전 주장 앙리 알토는 위엘에와의 인터뷰에서 "홍카가 재정적 어려움에 직면할 때마다 선수, 코치진 및 나머지 스태프들과 너무 잘 소통되지 않고 해결되지 않아 좌절감을 느낀다. 사전에 발표되는 것은 없다. 그리고 부정적인 일이 발생했을 때에도 정보를 요청하고 불확실성 속에서 살아야 한다."고 밝혔다. 2023년 11월 15일, 홍카가 2부 리그 혹은 3부 리그 라이센스를 취득하지 못하자 앙리 알토는 핀란드 언론에 "선수들과 스태프들은 아직 월급과 보너스를 받지 못했다. 외국인 선수들은 여전히 미래에 대해 무지한 상태다. 구단주 패리드 아이넷딘은 이 상황에 대해 한 마디도 언급하지 않았고, 아무도 그와 연락하지 못했다."고 밝혔다. 
2023년 11월 16일, 침묵을 지키던 패리드 아이넷딘은 지역 신문 랜시배윌래와의 인터뷰에서 그는 구단의 자금 지원이 갑자기 중단된 이유로 타피올라의 새 경기장 프로젝트가 오랫동안 지연되었기 때문이며, 4년 동안 구단에 자금을 지원할 준비가 되어 있지 않았고, 새로운 경기장이 지어지고 완공되기를 기다리고 있었다고 말했다. 아이네딘에 따르면 홍카는 핀란드의 상위 3개 리그에서 계속 뛸 수 있는 재정적인 조건이 없으며, 선수들이 보험을 통해 빨리 급여를 받기를 바란다고 밝혔다. 같은 날, 홍카는 랜시우시마 법원에 파산 신청을 했으며, 2023년 11월 21일에 공식적으로 홍카는 파산 선고를 받았다.
홍카가 파산 신청을 한 후, FC 홍카는 2024년부터 4부 리그인 카코넨에서 계속 뛰게 될 것이라고 발표했다. 홍카는 이전의 리저브 팀인 홍카 II의 디비전 자리를 얻게 될 것이며, 홍카 II는 홍카 아카테미아라는 이름을 사용하게 될 것이다. 
2023년 11월 24일, 구단은 미카 배위뤼넨이 새로운 1군 사령탑으로 부임할 것이라고 발표했다.

## 역대 우승기록
- 베이카우스리가 준우승

우승 (1): 2008
- 위쾨넨

우승 (1): 2005, 2016
- 핀란드 컵 준우승

우승 (2): 1969, 2007

## 유럽 대회성적
| 시즌    | 대회            | 라운드    |            | 클럽          | 결과     |
| ------- | --------------- | --------- | ---------- | ------------- | -------- |
| 2007-08 | UEFA 인터토토컵 | 1회전     | 에스토니아 | TVMK 탈린     | 0-0, 4-2 |
|         |                 | 2회전     | 덴마크     | 올보르        | 2-2, 1-1 |
| 2008-09 | UEFA컵          | 예선1회전 | 아이슬란드 | IA 아크라네스 | 3-0, 1-2 |
|         |                 | 예선2회전 | 노르웨이   | 바이킹        | 0-0, 2-1 |
|         |                 | 1회전     | 스페인     | 라싱 산탄데르 | 0-1, 0-1 |
| 2009-10 | UEFA 유로파리그 | 예선2회전 |            |               |          |

 주: 굵게 표시된 것이 홈경기이다. 

## 선수 명단

### 현역
참고: FIFA 자격 규정에 따라 소속된 국가대표팀 국기를 표시합니다. 선수는 복수의 FIFA 비회원국 국적을 가지고 있을 수 있습니다.
| 번호 | 포지션 | 국적 | 이름 |
| ---- | ------ | ---- | ---- |

| 번호 | 포지션 | 국적 | 이름 |
| ---- | ------ | ---- | ---- |

## 역대 감독
| 감독        | 임기 |
| ----------- | ---- |
| 셰프키 쿠치 | 2014 |